# Marcel Ihler
Marcel Ihler, né le 12 août 1880 à Besançon et mort le 14 avril 1975 à Paris, est un général de corps d'armée français.

## Biographie

### Famille
Fils d'un banquier, il est issu d'une vieille famille alsacienne originaire de Thann. Ses parents, Adolphe et Mélanie, née Amberger, ont quitté la ville à l'issue de la guerre de 1870. La famille Ihler était très connue à Thann, dont une rue porte le nom des Généraux Ihler, car deux de ses membres avaient fait parler d'eux pendant la Révolution française : les frères Jean-Alexandre (1745-1805), général de division à l'Armée du Nord et surtout Louis Théobald (1756-1793), aide de camp du maréchal Luckner et général de brigade, mort en héros au combat. Marcel était le cinquième enfant de la famille, et sa carrière militaire faisait écho à celle de son frère Charles (1868-1907), capitaine de Dragons, lui aussi mort en héros au Maroc et enterré en grande pompe à Besançon lors d'obsèques relayées dans toute la presse française.
Marcel Ihler épousa le 22 mai 1912 à Chambéry, Geneviève Marcelle Bourdon, ils ont eu cinq enfants entre 1913 et 1923 : Geneviève, Henri, Madeleine, Xavier et Bernard.

### Formation
Marcel Ihler suit les cours de l'école Saint-Cyr, où il entre en 1899. Il termine ses études deux années plus tard, en 1901. Il commence sa carrière militaire au 24e Bataillon de Chasseurs à Pied, puis suit les cours de l’École supérieure de guerre en 1909-1911.
Il passe ensuite capitaine au 4e Bataillon de Chasseurs à Pied en septembre 1913.

### Première Guerre mondiale
Au début de la Première Guerre mondiale, il est engagé en Lorraine et se distingue lors des combats. Il est blessé à la bataille de Morhange (1914) le 20 août, puis en Belgique le 11 novembre 1914. Détaché à la direction de l’infanterie en février 1915, il est nommé chef de bataillon en juillet 1917, puis chef d’état-major de la 62e Division d’Infanterie le 11 septembre de la même année, et conserve cet emploi jusqu'à la fin de la guerre.

### Entre-deux-guerres
Après la guerre, il fut d’abord envoyé en mission en Tchécoslovaquie à partir de février 1919, puis affecté à l’état-major particulier du maréchal Franchet d'Esperey le 23 septembre 1920. Il fut ensuite employé au 158e R.I. (septembre 1925) et fut promu lieutenant-colonel le 25 décembre de cette même année. Parmi ses fonctions, il occupa, entre autres, celle de membre de la commission d’organisation des régions fortifiées de Strasbourg (novembre 1927). Il retrouva l’état-major du maréchal Franchet d'Esperey le 15 juin 1929, auquel il est de nouveau attaché.
Il fut nommé colonel le 25 mars 1931, avant de devenir stagiaire au Centre des hautes études militaires de juillet 1931 à juillet 1932. Il devint général de brigade le 11 juin 1935. Après avoir commandé le 31e D.I. à Montpellier le 22 mars 1938, il fut promu général de division le 22 décembre 1938, tout en conservant son commandement.

### Seconde Guerre mondiale
Ihler fut mis à la tête du IXe Corps d’Armée lors de la Seconde Guerre mondiale, le 21 mai 1940. La drôle de Guerre se termina le 10 mai 1940, date à laquelle l’Allemagne lança son offensive à l'ouest. Le généralissime Weygand constitua un front allant de la Somme à l’Aisne, afin de contenir l’avance allemande, notamment durant l’évacuation des troupes franco-britanniques à Dunkerque. Mais le front cède, les populations civiles étant contraintes à l'exode pendant que les Allemands arrivaient de partout. Le gouvernement se replia sur la Loire puis à Bordeaux.
Marcel Ihler quant à lui réussit à réunir à l’ouest de la Bresle la plus grande partie de son corps d’armée, et ce malgré la menace des engins blindés ennemis. Malheureusement, il est fait prisonnier le 12 juin 1940 à Saint-Valery-en-Caux par Rommel. Envoyé en Allemagne, il resta en captivité jusqu'au 11 mai 1945.

## Distinctions
- Croix de guerre 1914–1918
- Croix de guerre des Théâtres d'opérations extérieurs
- Commandeur de la Légion d'honneur (1941)
- Commandeur de l'ordre du Nichan Iftikhar